# 其培
其培，另译奇贝，是缅甸北部克钦邦其培县其培镇区辖下的一个镇，位于恩梅开江边。市区附近有一座由中国电力投资集团公司云南国际公司建造的小其培水电站，该电站发电能力约占缅甸全国的6%。电站供电范围覆盖克钦邦其培、莫高、莫宁、南巴等地区，并通过南巴跨越克钦邦向实皆省部分地区供电。